# Storträsket (sjö i Finland, Egentliga Finland, lat 60,18, long 22,01)
Storträsket är en sjö i Finland. Den ligger i Pargas stad i landskapet Egentliga Finland, i den södra delen av landet, 160 km väster om huvudstaden Helsingfors. Storträsket ligger 35 meter över havet. Den ligger på ön Lillandet, Nagu. I omgivningarna runt Storträsket växer i huvudsak barrskog. Arean är 46 hektar och strandlinjen är 5 kilometer lång. Sjön  ingår i Norra Skärgårdshavets avrinningsområde. 